# Sangarcía
Sangarcía – gmina w Hiszpanii, w prowincji Segowia, w Kastylii i León, o powierzchni 37,52 km². W 2011 roku gmina liczyła 398 mieszkańców.